# Current Value
Current Value (eigentlich Tim Eliot) ist ein deutscher Drum-and-Bass-Produzent aus Berlin. Eine breitere Öffentlichkeit erreichte seine Musik durch zahlreiche Veröffentlichungen und die Zusammenarbeit mit Björk.

## Entwicklung
Current Value begann mit sechs Jahren eine klassische Klavierausbildung und verfolgte diese 16 Jahre lang. Sie vermittelte ihm ein grundlegendes Verständnis von Musik und das nötige Grundlagenwissen. In den frühen Neunzigerjahren fing er an, sich für elektronische Tanzmusik zu interessieren und begann zunächst mit einem einfachen Keyboard, Sampler und Sequenzer Musik zu produzieren. Später arbeitete er dann mit additiven Synthesizern und ähnlichen Klangerzeugern und machte 2004 zusätzlich ein Diplom in Audio Engineering.
Heute ist der computergestützte, auf einem digitalen Signalprozessor basierende modulare Software-Synthesizer Nord Modular G2 von Clavia ein fester Bestandteil seiner Ausrüstung. Größtenteils erzeugt Current Value mit diesem Synthesizer seine Klänge von Grund auf neu und arrangiert diese dann in FL Studio, Ableton Live oder Reason.

## Zusammenarbeit
Neben zahlreichen Veröffentlichungen mit Künstlern wie der Sängerin Snow, The Panacea, Limewax, Cooh, Forbidden Society und Donny stellen folgende Musiker eine Schlüsselrolle in der Diskografie von Current Value dar:

### Björk
Die Sängerin, Songwriterin und Komponistin Björk wurde 2011 auf die Musik von Current Value aufmerksam gemacht. Im Zuge der entstandenen Zusammenarbeit erzeugte und arrangierte Current Value die synthetischen Schlagzeug-Klänge von Sacrifice auf dem Album Biophilia (One Little Indian Records, Polydor) und produzierte Remixe von Crystalline, Solstice, Thunderbolt und Hollow.

### Dean Rodell
Current Value hat mit dem ebenfalls in Berlin lebenden Techno-Produzenten Dean Rodell als Solo-Künstler bereits mehrere Drum-and-Bass-Singles veröffentlicht. Gemeinsam produzieren sie in Anlehnung an das Album Back to the Machine, welches von Current Value nahezu vollständig mit dem Nord Modular G2 produziert wurde, unter dem Namen Machine Code auch Dubstep und Techno.
Gemeinsam mit Dean Rodell, der Sängerin Martina Astner (ehemals Hornbacher, Therion und Dreams of Sanity), dem MC Marvin Hay als MC Coppa und Ivan Shopov als Cooh bzw. Balkansky veröffentlicht Current Value außerdem als Underhill Dubstep und Trip-Hop mit Einflüssen aus Drum and Bass, Techno und Hip-Hop.

## Diskografie

### Alben
- Frequency Hunt (1998, Position Chrome)
- Seeds of Mutation (1999, Position Chrome)
- In a Far Future (2000, Position Chrome)
- Beyond Digits (2001, Klangkrieg)
- 2012 – The Day of Silence (2009, Tech Freak Recordings)
- Back to the Machine (2010, Subsistenz)
- Revolt & Riot (2011, Guerilla Recordings), mit Donny
- Quantum Physics (2012, Barcode Recordings)
- Stay on This Planet (2013, Subsistenz)
- Biocellulose (2016, Critical Music)
- Deadly Toys (2017, Invisible Recordings)
- Senex LP (2019, MethLab Recordings)
- PUER (2019, Souped Up Records)

### EPs
- 4.09 EP (2003, Phantomnoise Records)
- Revealing the Concealed EP (2007, Future Sickness Recordings)
- The Empowered Peace EP (2008, Tech Itch Recordings)
- Sparse Land EP (2009, Substrakt), mit Dean Rodell
- You Can’t Play God EP (2009, Freak Recordings)
- All Ends EP (2009, L/B Recordings), mit Limewax
- Crude Chronicles EP (2012, Subtrakt)
- Megalomania EP (2012, Position Chrome)
- Sonic Barrier EP (2014, The Sect Music)
- Binary Vol.04 (2015, Critical Music)
- Nitro EP (2015, Blackout Music)
- Force Black EP (2015, Bad Taste Recordings)
- Rocket Science EP (2015, Blackout Music NL)
- Partition EP (2016, Terminal)
- Air Shift EP (2016, Cyberfunk Records)
- Rethink EP (2016, Othercide Records)
- Starfleet EP (2017, Blackout Music)
- Scalar EP (2017, 31 Recordings)

### Singles (Auswahl)
- Skybreaker (Untitled 3) / T.S. Overdose (Untitled 4) (1997, Position Chrome)
- Falling Into It / Subsonic (1998, Don Q Records)
- Bassriot / Untitled Master (1998, Position Chrome)
- Creative Robot / Solution (1998, Position Chrome)
- The Edge of the Cliff / Dark Rain (2006, Intransigent Recordings)
- Excellence / Twisted (2006, Algorhythm Recordings)
- Full Spectrum Warrior / Strange Peace (2006, Tech Itch Recordings)
- The Forbidden Room (2007, Intransigent Recordings)
- Brainwash (2007, Evol Intent)
- Tempest (2008, L/B Recordings), mit Limewax
- Agent of Evolution / Love All The People (2009, Offkey Recordings), mit Dying Punks (Raiden und Dean Rodell)
- Bravery / Echolot (2009, Venom Inc)
- Polar Position (2010, Subsistenz)
- Shy Flame (2011, Section 8 Records), mit Snow
- Bruja (2011, Barcode Recordings)
- Time of the Rain (2011, Intransigent Recordings), mit Snow
- Control / Birth Cycle (2011, Forbidden Society Recordings), mit Forbidden Society
- Impact (2012, Subtrakt)
- Make It Last / Melo (2012, Position Chrome), mit The Panacea
- Hydrolic (2013, The Sect Music)
- So Loud (2013, Subtrakt)
- Ready for Apocalypse (2014, OtherCide), mit Homeboy
- Maintainer / Tremor (2015, Yellow Stripe)
- Cotton Punch (2015, Invisible Recordings)
- Jet Bike / Traktion (2015, The Sect Music)
- Twilight State (2015, Invisible Recordings)
- Get Down To It / Fake (2015, Trendkill Records), Fake mit Prolix

### Remixe (Auswahl)
- Symptomless Coma (Current Value Remix) (2008, Barcode Recordings), Original von Donny
- One of Them (Current Value Remix) (2008, Human Imprint Recordings), Original von Limewax
- Soul Purge feat. Foreign Beggars (Current Value Remix) (2012, Mau5trap Recordings), auf Noisias Split The Atom: Special Edition Album
- Solstice (Current Value Remix) (2012, One Little Indian Records), auf Björks Bastards Album
- Crystalline (Current Value Remix) / Solstice (Current Value Remix) (2012, One Little Indian Records), als Björk – Biophilia Remix Series Part 1
- Thunderbolt (Current Value Remix) / Hollow (Current Value Remix) (2012, One Little Indian Records), als Björk – Biophilia Remix Series Part 4
- Filth VIP (Current Value Remix) / Extreme (Current Value Remix) / Destiny Eden (Current Value Remix) (2014, Forbidden Society Recordings), auf Forbidden Societys FSRECS USB Stick
- Over The Edge (Current Value Remix) (2014, The Sect Music), Original von The Sect

### Alben als Machine Code
- Back to Tresor (2010, We Call It Hard Records)
- Environments (2011, Subtrakt)
- Under the Sun (2013, Subsistenz)
- Velocity (2014, Subsistenz)
- Samurai (2014, Ad Noiseam)
- Mechtropolis (2016, Eatbrain)

### EPs als Machine Code
- 2nd Nature EP (2010, Combat Recordings)
- Final Days EP (2012, Subtrakt)
- BareBones EP (2014, Subsistenz)
- Terraform EP (2015, Eatbrain)
- Airlock (2015, Subsistenz)
- Counterbalance EP (2015, C4C Recordings)

### Alben als Underhill
- Silent Siren (2012, Ad Noiseam)